# 宇佐美徹也
宇佐美 徹也（うさみ てつや、1933年1月29日 - 2009年5月17日）は、日本のスポーツライター。

## 来歴・人物
少年時代から野球の記録に魅いられ、実戦に近いカードゲームを考案し、その記録集計に熱中する。栃木県立佐野高等学校卒業後、一般企業に就職するが、野球記録に対する情熱が断ちがたく、パシフィック・リーグの記録部長だった山内以九士のもとを訪れ、内弟子として修業。実力を認められて、1956年にパ・リーグ記録部に採用される。
1964年、山内が定年退職したのを機に自身もパ・リーグを退職し、報知新聞社に入社。記録部長・編集委員を歴任。1977年、それまで収集・分析したデータの集大成として『プロ野球記録大鑑』（講談社）を刊行。以後、同書の増補改訂版など多くのプロ野球記録に関する書籍を執筆し、山内や千葉功と並んで「記録の神様」とも称される。
1988年、日本野球機構コミッショナー事務局入り。BISデータ本部初代室長に就任。従来の手集計による公式記録をコンピュータで集計するシステムの構築に尽力した。宇佐美自身は元々コンピュータが嫌いで、「それが元で報知新聞社も定年であっさり辞めた」のだが、BISデータ本部でコンピュータを使った仕事に携わる中でその威力に感服して愛着が湧くようになったと語っている。1994年にBISデータ本部室長を辞任後もコミッショナー事務局に留まり、1998年に退職。
1978年より、毎年実業之日本社から『プロ野球全記録』を発行していたが、2004年版を最後に病気療養のため、発行していなかった。
2009年5月17日、急性呼吸不全のため死去。76歳没 。

## 記録に対する立場

### 作為的な記録達成を批判
いち早くセーブ記録に着目し、メジャーリーグを参考に日本独自のセーブルールを考案。1974年に日本プロ野球の公式記録に導入されるきっかけとなった。ただし、後年に連続セーブの記録のためにセーブのつかない場面での登板を回避するリリーフ投手の姿勢を痛烈に批判している。
数字の上で従来の記録を上回っても内実が伴わない記録や、「作為的に狙って作られた記録」「自チーム選手にタイトルを取らせるためのライバル選手への敬遠」等に批判的であった。例えば、首位打者争いの際、終盤の消化試合で打率1位と2位の選手が所属するチームが対戦する時「試合の勝敗も無視して打率1位の自軍選手を出場させず打率2位の相手選手を強引に全打席敬遠」という首位打者狙いの戦法については「（タイトルを）何としてでもとりたいし、とらせてやりたい気持ちもわからないではない。しかし、プロ野球選手は入場料を払って見に来たお客さんに最高のプレイを見せる義務がある。休んでまでタイトルを取ろうとする選手など減俸ものだし、休ませたりする監督など最低でどちらもプロとはいえない。そもそも折角の見せ場を自ら摘み取るようなことをして果たして興行といえるのか、そのような行為を『温情』という言葉で美化しているマスコミに至っては何をか言わんやだ」と切り捨て、その結果として生まれた松永浩美の11打席連続四球や、落合博満の1試合6四球のような記録に対しては「先人たちが汗と努力で築き上げた偉大な記録がこのような形で作られたものに取って変わられてしまうのは何とも悲しい限り」と著書で述べている。特に勝敗がセ・リーグ優勝チームを左右する試合でもあった1982年10月18日の大洋対中日戦で、大洋ベンチが打率1位の長崎啓二を出場させず、打率2位の中日・田尾安志を勝敗を度外視する形で全打席敬遠したことについては「明らかに敗退行為に当たり、マスコミやコミッショナーもこの事を殆ど問題提起しなかったのは不思議でならない」「巨人はこの試合の取り消し、再試合を要求するべきだった」と痛烈に批判している。

### 作為的な記録不達成を要求
他方で、以下のように作為的に狙っていない記録（あくまで必要に駆られてリリーフとして多用されたにすぎない）にもたびたび現場介入して作為的な記録不達成を要求し、それを実現させてきた。

#### 福間納の記録不達成要求
1984年に阪神タイガースの福間納が、1961年に稲尾和久が作ったシーズン登板記録（78試合）を上回りそうになった際、部下の記者が書いた記録更新の可能性の記事を、話題にすれば選手もその気になってしまうという理由で独断でボツにし、さらに阪神の監督だった安藤統男に「稲尾の記録は400イニング以上を投げて作られたもので、中継ぎ登板だけで形だけの記録を作るべきではない」「42勝をあげた鉄腕・稲尾と4勝の福間を登板回数だけで比べるのは記録ではない。そんなものにこだわるなら、自分はもう記録記者をやめようと思う」という趣旨の手紙を送っている。安藤は、宇佐美の申し出を理解し、その結果、86試合消化時点で60試合（70%の試合に登板）だった福間の登板数は、残り44試合で17登板（同39%）に激減し、稲尾に1試合少ないセ・リーグ記録（当時）の77試合となった。宇佐美は、「稲尾の大記録はこうして守られた。大乗的見地に立って判断を下した安藤監督のファインプレーというべきだろう」と評し、「内容の伴った記録で正々堂々挑戦させる姿勢をうち出してほしいものだ」と締めくくっている。

#### 伊藤敦規の記録不達成要求
また、野村克也が阪神の監督を務めていた頃の2000年、伊藤敦規がやはり上記の稲尾の記録に迫ったとき、「稲尾は内容が違う。ワンポイントで最多登板なんて、やめてくれないか」と野村に要求し、野村はそれを受け容れた。実際に、同年の伊藤は、103試合消化時点で58試合（56%の試合に登板）に登板していたが、残り33試合で13登板（同39%）に激減し、最終的に71試合登板に留まった。

#### 菊地原毅の記録不達成要求
2001年に広島東洋カープの菊地原毅がやはり稲尾の記録に迫ったときは、広島の山本浩二監督の自宅宛に「稲尾の記録は日本野球の宝として、絶対に守っていきたいものです。……どうか菊地原投手と、もう一度じっくり話し合ってください」と手紙を書いて同様の要求をした。これに対して、広島球団は、記録の有無にかかわらず試合に勝つためにやっている旨の返答書を送った。結局、菊地原はシーズン最多登板記録のタイ記録を記録したものの、記録更新とはならなかった。その際宇佐美は、「ただ数で並んだだけで、稲尾と比べればお話にならない」と断じた。

#### 稲尾和久への抗議の手紙
以上の件は、いずれも稲尾和久の記録を守るための要求であるが、稲尾のためというよりも自分の理想とする記録観に基づくものであり、現に稲尾がロッテ監督を務めていた1986年に荘勝雄が9試合連続セーブポイントのパ・リーグ記録を作った際、「本塁打2本打たれてもセーブがつく、こんなのは本当はセーブとはいえない」「セーブなどというのは本当は一打同点とか逆転とかいう場面を切り抜けたものでなければ価値はない」として、3点リードで1イニングを投げてセーブのついた荘の起用法に対して、稲尾に抗議の手紙を送っている。
なお、稲尾の記録は2005年に藤川球児が更新したが、宇佐美は1978年以来毎年刊行していたプロ野球全記録をその年から病気療養を理由として刊行しなくなっており、藤川の記録更新の際もコメントや逸話は特に残っていない。

### 宇佐美の行為に対する批判
以上のような宇佐美の行為に対してスポーツライターの広尾晃は「1ジャーナリストの意見が、グランド内の采配に影響を与えたとすれば、これも大きな『作為』だ」と、そのダブルスタンダードを批判し、「いかに内容が違っていたとしても、表面上の数字でのみカウントすべきものだ」と述べている。ほか、ルポライターの高川武将も「登板させずに記録を守れ、という行為は常軌を逸しているようにも見える」と述べている。
また宇佐美は、記録については作られた環境（同時代の他の選手からどれだけ突出していたか等）を考慮して評価すべきであるとの立場を取った。この観点からアメリカ・メジャーリーグで1961年にロジャー・マリスがベーブ・ルースの持つシーズン本塁打記録を上回った際に当時のフォード・フリックコミッショナーが、試合数の違いを理由に両方を併記した措置を「名裁定」と評価していた。他方で上記の登板数について稲尾の記録は140試合制のときで、福間の記録は130試合制、伊藤の記録は135試合制で引き分け再試合1試合であるが、これに関しては特に言及がない（菊地原の記録は同じ140試合制）。

## 著書
- プロ野球記録大鑑 （講談社、1977年・1979年・1993年）
- ON記録の世界 （読売新聞社、1983年）
- プロ野球データブック'84 （講談社文庫、1984年）
- プロ野球データブック （講談社文庫、1985年）
- プロ野球記録・奇録・きろく （文春文庫、1987年）
- プロ野球データブック 最新版 （講談社文庫、1995年）
- ジャイアンツデータワールド（'98） （読売新聞社、1998年）
- 宇佐美徹也の記録 巨人軍65年 （説話社、2000年）
- 野球スコアと記録のつけ方 （成美堂出版、2001年）
- プロ野球全記録 （実業之日本社、1978年 - 2004年）